# Повзик іржастий
Повзик іржастий (Sitta cinnamoventris) — вид горобцеподібних птахів родини повзикових (Sittidae).

## Поширення
Вид поширений в Тибеті та на півночі Індійського субконтиненту на схилах Гімалаїв (Індія, Непал, Бутан). Мешкає в субтропічних і тропічних вологих гірських лісах.